# Anduze
Anduze är en kommun i departementet Gard i regionen Occitanien i södra Frankrike. Kommunen ligger i kantonen Anduze som tillhör arrondissementet Alès. År 2022 hade Anduze 3 322 invånare.
På occitanska heter orten Andusa.

## Befolkningsutveckling
Antalet invånare i kommunen Anduze
Referens:INSEE